# Diophantus (kráter)

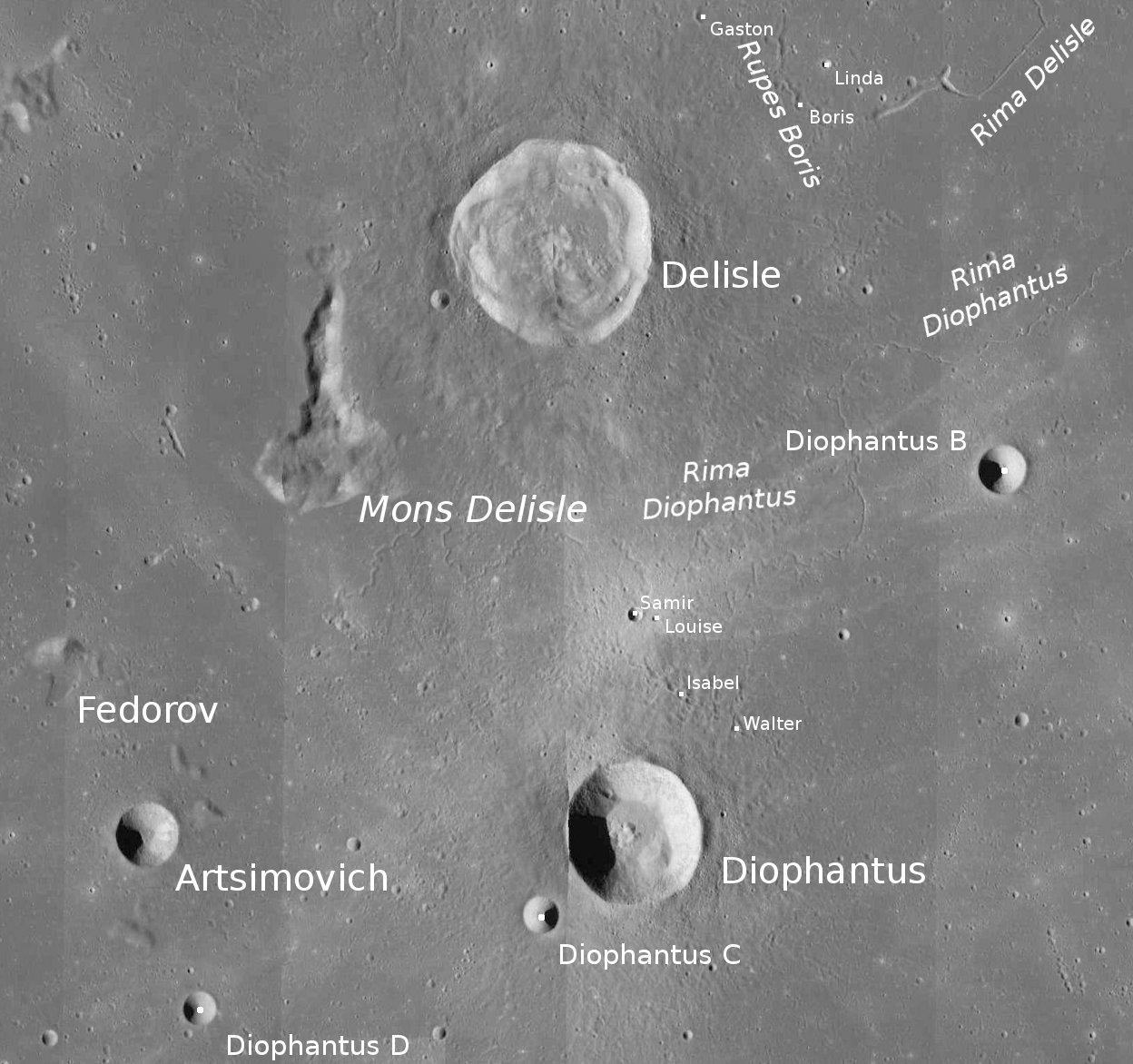
Kráter Diophantus a okolí.

Diophantus je nevelký impaktní kráter nacházející se na rozhraní měsíčních moří Oceanus Procellarum (Oceán bouří) na západě a Mare Imbrium (Moře dešťů) na východě na přivrácené straně Měsíce. Má průměr 19 km, přibližně kruhový tvar, široké svažující se stěny a malý vrcholek na dně.
Pojmenován je podle starověkého řeckého matematika Diofanta.
Západně se nachází jednoduchý kráter Artsimovich a za ním pohoří Montes Harbinger, jihojihovýchodně masiv Mons Vinogradov. Severně leží kráter Delisle (s blízkou horou Mons Delisle), mezi ním a Diophantem se táhne brázda Rima Diophantus. V okolí se také nacházejí malé krátery Louise, Isabel, Samir, Walter.

## Satelitní krátery
V okolí kráteru se nachází několik dalších kráterů. Ty byly označeny podle zavedených zvyklostí jménem hlavního kráteru a velkým písmenem abecedy.
| Diophantus | Sel. šířka | Sel. délka | Průměr |
| ---------- | ---------- | ---------- | ------ |
| B          | 29.1° N    | 32.5° W    | 6 km   |
| C          | 27.3° N    | 34.7° W    | 5 km   |
| D          | 26.9° N    | 36.3° W    | 4 km   |

Následující krátery byly přejmenovány Mezinárodní astronomickou unií:
- Diophantus A na Artsimovich.